# Rooftop (Zara Larsson)
Rooftop è un singolo della cantante svedese Zara Larsson, pubblicato il 15 settembre 2014 come terzo estratto dal primo album in studio 1.

## Video musicale
Il video musicale, diretto da Måns Nyman, è stato reso disponibile il 26 settembre 2014 tramite il canale YouTube della cantante.

## Tracce
Testi e musiche di Mack, Rickard Göransson, Mathieu Jomphe e Nick Ruth.
1. Rooftop – 3:59
2. Rooftop (Instrumental) – 3:59

## Formazione
- Zara Larsson – voce
- Billboard – produzione
- Nick Ruth – produzione
- Mack – produzione vocale
- Nicki Adamsson – ingegneria del suono
- Erik Madrid – missaggio
- Vincent Vu – assistenza al missaggio
- Chris Gehringer – mastering

## Classifiche
| Classifica (2014) | Posizione massima |
| ----------------- | ----------------- |
| Svezia            | 6                 |